# Hugh Duffy (giocatore di baseball)
Hugh Duffy (Cranston, 26 novembre 1866 – Boston, 19 ottobre 1954) è stato un giocatore di baseball e allenatore di baseball statunitense di ruolo esterno nella Major League Baseball (MLB). Detentore del record MLB per la migliore media battuta in una stagione (.440 nel 1894), è stato introdotto nella National Baseball Hall of Fame nel 1956.

## Carriera
Duffy debuttò nella National League con i Chicago White Stocking di Cap Anson nel 1888, ricevendo un'offerta di 2.000 dollari dal club. Anson inizialmente non fu impressionato dalla piccola stazza di Duffy ma questi impiegò poco tempo per imporsi come un esterno di alto livello e un potente battitore. Nel 1891 passò alla American Association con i Boston Reds dopo di che tornò nella NL con i Boston Beaneaters nel 1892, dove disputò le migliori stagioni della carriera.
Dal 1891 al 1900, Duffy segnò 100 punti o più in otto occasioni. Nel 1894 disputò una delle migliori stagioni della storia del baseball, guidando la lega con 18 fuoricampo, 145 punti battuti a casa e una media in battuta di .440, ancora la più alta di tutti i tempi. In quella stagione ebbe una striscia di 26 partite consecutive con almeno una valida. Fu manager-giocatore dei Milwaukee Brewers nel 1901, mentre nelle stagioni 1902 e 1903 occupò gli stessi ruoli nella franchigia di Milwaukee della Western League. Dal 1904 al 1906 chiuse la carriera da giocatore dei Philadelphia Phillies, sempre occupando anche il ruolo di manager 1906. I suoi 106 fuoricampo in carriera erano all'epoca del ritiro uno dei numeri più alti di tutti i tempi. In seguito fu il manager di Chicago White Sox (1910–1911) e Boston Red Sox (1921–1922).

## Palmarès

### Club
- Campione della National League: 4

Boston Beaneaters: 1892, 1893, 1897, 1898

### Individuale
- Tripla corona: 1

1894
- Miglior battitore della National League: 1

1894
- Leader della National League in fuoricampo: 2

1894, 1897